# تپه مس (سرسختی)
تپه مس (سرسختی) مربوط به دوران‌های تاریخی پس از اسلام است که در بخش مرکزی شهرستان شازند و در روستای سرسختی علیا واقع شده و این اثر در تاریخ ۱۲ بهمن ۱۳۸۱ با شمارهٔ ثبت ۷۲۲۶ به‌عنوان یکی از آثار ملی ایران به ثبت رسیده‌است.

## اسکلت انسان ۷۵۰۰ ساله
در مرداد ۱۳۹۵ تیم کاوش باستان‌شناسی که مشغول حفاری بر روی تپه سرسختی بودند، به اسکلت کاملاً سالم و دست‌نخورده مردی برخورد کردند که پس از آزمایش مشخص شد که ۷۵۰۰ سال قدمت دارد. این اسکلت در عمق زیادی قرار داشت و پس از خارج ساختن آن از زمین توسط گروه انتقال اسکلت اعزامی پژوهشکده حفاظت و مرمت سازمان میراث فرهنگی کشور، به موزه چهارفصل اراک انتقال یافت. فرم این اسکلت به صورت چمباتمه‌ای بوده که احتمالاً نشان از دفن شدن وی رو به آفتاب دارد. در کنار این اسکلت وسایلی از قبیل لاک لاک‌پشت، وسایل مخصوص سایش غلات، و وسایل گرمایشی مانند اجاق کشف شده‌است، که نشان‌دهنده باور گذشتگان به زندگی پس از مرگ است. اسکلت مزبور سالم بوده و حتی دندان‌هایش نیز آسیبی ندیده‌است و تیم کاوش این مسئله را به جنس خاک تپه نسبت می‌دهند که آهک و اسید بسیار پایین و درصد نمک بالایی دارد که موجب جلوگیری از نابودی اسکلت در طول ۷۵۰۰ سال شده‌است.